# Harpster
Harpster és una població dels Estats Units a l'estat d'Ohio. Segons el cens del 2000 tenia 203 habitants.

## Demografia
Segons el cens del 2000, Harpster tenia 203 habitants, 85 habitatges, i 61 famílies. La densitat de població era de 40,2 habitants per km².
Dels 85 habitatges en un 28,2% hi vivien nens de menys de 18 anys, en un 62,4% hi vivien parelles casades, en un 8,2% dones solteres, i en un 27,1% no eren unitats familiars. En el 22,4% dels habitatges hi vivien persones soles el 15,3% de les quals corresponia a persones de 65 anys o més que vivien soles. El nombre mitjà de persones vivint en cada habitatge era de 2,39 i el nombre mitjà de persones que vivien en cada família era de 2,77.
Per edats la població es repartia de la següent manera: un 23,2% tenia menys de 18 anys, un 5,4% entre 18 i 24, un 22,2% entre 25 i 44, un 28,6% de 45 a 60 i un 20,7% 65 anys o més.
L'edat mediana era de 44 anys. Per cada 100 dones de 18 o més anys hi havia 100 homes.
La renda mediana per habitatge era de 35.556 $ i la renda mediana per família de 35.833 $. Els homes tenien una renda mediana de 29.000 $ mentre que les dones 19.375 $. La renda per capita de la població era de 16.930 $. Cap de les famílies i el 2,2% de la població estaven per davall del llindar de pobresa.

## Poblacions més properes
El següent diagrama mostra les poblacions més properes.